# كبوشي زيتوني
كبوشي زيتوني (الاسم العلمي: Cebus olivaceus) (بالإنجليزية: Weeper Capuchin)‏ هو نوع من الحيوانات يتبع جنس الكبوشي من فصيلة السعادين الكبوشية الشكل.